# Bill Travers
Bill Travers (n. Newcastle-upon-Tyne, Tyne and Wear, Inglaterra; 3 de enero de 1922 - f. Dorking, Surrey, Inglaterra; 29 de marzo de 1994) fue un actor británico, en una familia de origen irlandés. Su verdadero nombre era el de William Lindon-Travers. Era por otra parte igualmente hermano de la actriz Linden Travers.
Destacó especialmente por sus papeles en el Cine del Reino Unido desde principios de los años 1950. Así, por ejemplo, en la comedia Sendero nupcial (1959), de Frank Launder); en el drama de aventuras Cruce de destinos (1956), de George Cukor, junto a estrellas consolidadas como Stewart Granger y Ava Gardner; y en el drama de tintes ecologistas Born Free (1966), que le llevó a la popularidad.
Aunque con un escaso número de películas en su haber, ejerció igualmente como guionista cinematográfico y como director cinematográfico.
A raíz de sus películas Born Free y An Elephant Called Slowly creó con su esposa, Virginia McKenna, la Born Free Foundation, dedicada al rescate y cuidado de animales salvajes cautivos.

## Filmografía

### Como actor
- Trio (1950), de Ken Annakin.
- La versión Browning (The Browning Version) (1951), de Anthony Asquith (no acreditado).
- Hindle Wakes (1952), de Arthur Crabtree.
- Los arqueros del rey (The Story of Robin Hood and His Merrie Men) (1952), de Ken Annakin.
- Malasia (The Planter's Wife) (1952), de Ken Annakin.
- Mantrap (1953), de Terence Fisher.
- La calle de las sombras (Street of Shadows) (1953), de Richard Vernon.
- The Genie (1953), de Lance Comfort.
- The Square Ring (1953), de Basil Dearden.
- Counterspy (1953), de Vernon Sewell.
- Romeo and Juliet (1954), de Renato Castellani.
- Geordie (1955), de Frank Launder.
- Pasos en la niebla (Footsteps in the Fog) (1955), de Arthur Lubin.
- Cruce de destinos (Bhowani Junction) (1956), de George Cukor.
- The Seventh Sin (1957), de Ronald Neame.
- The Barretts of Wimpole Street (1957), de Sidney Franklin.
- The Smallest Show on Earth (1957), de Basil Dearden.
- Passionate Summer (1958), de Rudolph Cartier.
- Sendero nupcial (The Bridal Path) (1959), de Frank Launder.
- Gorgo (1961), de Eugène Lourié.
- Asalto a mano armada (Two Living, One Dead) (1961), de Anthony Asquith.
- The Green Helmet (1961), de Michael Forlong.
- Invasion Quartet (1961), de Jay Lewis.
- Born Free (1966), de James H. Hill.
- Duel at Diablo (1966), de Ralph Nelson.
- A Midsummer Night's Dream (1968), de Peter Hall.
- Un elefante llamado lento (An Elephant Called Slowly) (1969), de James H. Hill.
- Ring of Bright Water (1969), de Jack Couffer.
- El bulevar del ron (Boulevard du rhum) (1971), de Robert Enrico.
- The Belstone Fox (1973), de James H. Hill.

### Como guionista
- The Lions Are Free (1967), de James H. Hill y del propio Bill Travers.
- Un elefante llamado lento (An Elephant Called Slowly) (1969), de James H. Hill.
- Ring of Bright Water (1969), de Jack Couffer.
- The Lion at World's End (1971), del propio Bill Travers.

### Como director
- The Lions Are Free (1967), del propio Bill Travers y de James H. Hill.
- The Lion at World's End (1971).